# Maarten Brzoskowski
Maarten Brzoskowski (Best, 19 september 1995) is een Nederlandse zwemmer.

## Carrière
Op de Open Nederlandse kampioenschappen zwemmen 2012 behaalde Brzoskowski zijn eerste NK-medailles, zilver op zowel de 800 als de 1500 meter vrije slag. Op de Open Nederlandse kampioenschappen kortebaanzwemmen 2012 behaalde de Nederlander, op de 1500 meter vrije slag, zijn eerste nationale titel. 
Bij zijn internationale debuut, op de Europese kampioenschappen zwemmen 2014 in Berlijn, strandde Brzoskowski in de series van zowel de 400, 800 als de 1500 meter vrije slag.
Tijdens de wereldkampioenschappen zwemmen 2015 in Kazan werd de Nederlander uitgeschakeld in de series van zowel de 800 als de 1500 meter vrije slag. Op de Open Nederlandse kampioenschappen kortebaanzwemmen 2015 evenaarde Brzoskowski het Nederlands record van Ferry Weertman op de 400 meter vrije slag. In Netanja nam de Nederlander deel aan de Europese kampioenschappen kortebaanzwemmen 2015. Op dit toernooi eindigde hij als zesde op zowel de 200 als de 400 meter vrije slag, op de 400 meter vrije slag verbeterde hij het Nederlands record. Daarnaast strandde hij in de series van de 100 meter vrije slag, op de 4x50 meter wisselslag werd hij samen met Jesse Puts, Sébas van Lith en Ben Schwietert uitgeschakeld in de series. Op de Amsterdam Swim Cup 2015 zwom Brzoskowski de olympische limiet op de 400 meter vrije slag.
Op de Europese kampioenschappen zwemmen 2016 in Londen eindigde Brzoskowski als vijfde op de 400 meter vrije slag, op deze afstand verbeterde hij het Nederlands record van Pieter van den Hoogenband, en als zevende op de 200 meter vrije slag. Op de 100 meter vrije slag strandde hij in de series. Samen met Dion Dreesens, Kyle Stolk en Sebastiaan Verschuren werd hij Europees kampioen op de 4x200 meter vrije slag.
In december 2022 kondigde hij het einde aan van zijn professionele zwemcarrière.

## Internationale toernooien
| Jaar   | Olympische Spelen                        | WK langebaan                             | WK kortebaan                                                | EK langebaan                                                                      | EK kortebaan                                                                   |
| ------ | ---------------------------------------- | ---------------------------------------- | ----------------------------------------------------------- | --------------------------------------------------------------------------------- | ------------------------------------------------------------------------------ |
| 2014   |                                          |                                          | geen deelname                                               | 26e 400m vrije slag 13e 800m vrije slag 15e 1500m vrije slag                      |                                                                                |
| 2015   |                                          | 16e 800m vrije slag 15e 1500m vrije slag |                                                             |                                                                                   | 22e 100m vrije slag 6e 200m vrije slag 6e 400m vrije slag 14e 4x50m wisselslag |
| 2016   | 18e 400m vrije slag 7e 4x200m vrije slag |                                          | 11e 200m vrije slag 6e 400m vrije slag 6e 4x200m vrije slag | 41e 100m vrije slag · 7e 200m vrije slag · 5e 400m vrije slag · 4x200m vrije slag |                                                                                |
| 2017   |                                          | 29e 400m vrije slag 8e 4x200m vrije slag |                                                             |                                                                                   | deelname afgezegd                                                              |
| 2018   |                                          |                                          |                                                             | 16e 200m vrije slag 7e 4x200m vrije slag 6e 4x200m vrije slag gemengd*            |                                                                                |
| 2019   |                                          | 16e 200m vrije slag                      |                                                             |                                                                                   | geen deelname                                                                  |
| 2020** | geen deelname                            |                                          |                                                             |                                                                                   |                                                                                |
| 2021   |                                          |                                          |                                                             |                                                                                   | 7e 200m vrije slag (halve finales) 6e 400m vrije slag                          |

 *) Brzoskowski zwom alleen de series.

 **) De internationale toernooien die in 2020 zouden plaatsvinden werden vanwege de coronapandemie uitgesteld tot 2021.

## Persoonlijke records
Bijgewerkt tot en met 3 december 2021
Kortebaan
| Afstand          | Tijd     | Datum            | Plaats       |
| ---------------- | -------- | ---------------- | ------------ |
| 100m vrije slag  | 47,42    | 3 november 2018  | Kristiansand |
| 200m vrije slag  | 1.43,27  | 17 december 2020 | Amsterdam    |
| 400m vrije slag  | 3.39,91  | 6 december 2016  | Windsor      |
| 800m vrije slag  | 7.45,00  | 3 december 2021  | Den Haag     |
| 1500m vrije slag | 14.47,03 | 9 november 2014  | Tilburg      |

Langebaan
| Afstand          | Tijd       | Datum            | Plaats     |
| ---------------- | ---------- | ---------------- | ---------- |
| 100m vrije slag  | 49,76      | 15 november 2020 | Eindhoven  |
| 200m vrije slag  | 1.46,62    | 21 juni 2019     | Amersfoort |
| 400m vrije slag  | NR 3.47,09 | 16 mei 2016      | Londen     |
| 800m vrije slag  | 7.54,31    | 4 augustus 2015  | Kazan      |
| 1500m vrije slag | 15.10,91   | 8 augustus 2015  | Kazan      |